# Wartet
Wartet [waʁtɛ] est un village belge de la commune de Namur (section de Marche-les-Dames) située dans la province de Namur en Région wallonne.
Wartet se trouve sur les hauteurs de la Meuse, alors que Marche-les-Dames s'étend dans la vallée de la Gelbressée et de la Meuse.
Avant la fusion des communes de 1977, Wartet dépendait de la commune de Marche-les-Dames.

## Histoire
Le village comporte le Château-ferme de Wartet classé, au lieu-dit Bayet.